# Schiandra González
Schiandra Yael González Jurado (* 4. Juli 1995 in David) ist eine panamaische Fußballspielerin.

## Karriere

### Klub
Von CD Plaza Amador wechselte sie Anfang 2023 zum Tauro FC.

### Nationalmannschaft
Mit der panamaischen U17 nahm sie an der CONCACAF Meisterschaft 2012 teil.
Ihr erster bekannter Einsatz in der A-Nationalmannschaft war am 11. April 2021 bei einer 0:7-Freundschaftsspielniederlage gegen Japan, wo sie zur zweiten Halbzeit für Yanixa Batista eingewechselt wurde. Im nächsten Jahr war sie mit ihrer Mannschaft bei der Endrunde der CONCACAF W Championship 2022 dabei und kam hier in allen drei Gruppenspielen ihrer Mannschaft zum Einsatz. Auch bei den WM-Playoffs, welche ihre Mannschaft erfolgreich abschloss, stand sie in beiden Partien in der Startelf. Später gehörte sie mit zum Kader der Mannschaft bei der Weltmeisterschaft 2023, wo sie auch in allen drei Gruppenspielen ihres Teams Spielzeit bekam.